# Eucnide hypomalaca
Eucnide hypomalaca là một loài thực vật có hoa trong họ Loasaceae. Loài này được Standl. mô tả khoa học đầu tiên năm 1940.